# Léo Bonatini
Leonardo Bonatini Lohner Maia (* 28. März 1994 in Belo Horizonte) ist ein brasilianischer Fußballspieler, der bei Atlético San Luis unter Vertrag steht.

## Karriere

### Verein
Nach der Jugend, die er in Brasilien und auch bei Juventus Turin verbrachte, betritt er sein erstes Profispiel beim Goiás EC. Am 27. Oktober 2013, dem 31. Spieltag der Série A 2013, wurde er im Treffen auswärts auf Náutico Capibaribe in der 71. Minute eingewechselt. In der Saison folgten noch fünf weitere Einsätze. Auch zum Start in die Saison 2014 stand er noch als Leihspieler im Kader von Goiás. Nach zwei Spielen im Copa do Brasil 2014 sowie einem in der Série A 2014, kehrte er zu seinem Stammverein Cruzeiro Belo Horizonte zurück. Hier wurde er wieder in den Jugendkader versetzt und bestritt in der U-20 Meisterschaft 2014 fünf Spiele, in denen er zwei Tore erzielte.
2015 wechselte Bonatini zunächst leihweise zu GD Estoril Praia. Diese verpflichteten ihn anschließend fest. Im Sommer 2016 wechselte er für 5,5 Millionen Euro nach Saudi-Arabien zu al-Hilal. Auch dort verbrachte Bonatini allerdings nur ein Jahr, bevor er 2017 an die Wolverhampton Wanderers ausgeliehen wurde und diese ihn im Anschluss kauften. Mit dem Klub erreichte in der Saison 2017/18 die Meisterschaft in der EFL Championship und damit den Aufstieg in die Premier League. Im Januar 2019 wurde Bonatini für ein halbes Jahr an Nottingham Forest ausgeliehen. Danach wechselte er auf Leihbasis nach Portugal zu Vitória Guimarães.
Im September 2020 schloss sich das nächste Leihgeschäft für Bonatini an. Er wurde für zwei Jahre an den Grasshopper Club Zürich ausgeliehen.
Nach Ablauf der Ausleihe gehört er in der Saison 2022/23 formal wieder zum Kader von Wolverhampton Wanderers. Der Verein beabsichtigte aber nicht ihn einzusetzen. Im Dezember 2022 löste er daraufhin seinen Vertrag mit dem Verein auf und schloss sich auf Januar 2023 dem mexikanischen Erstligisten Atlético San Luis an.

### Nationalmannschaft
Bonatini absolvierte 2011 im Rahmen der U-17-WM vier Spiele für die brasilianische U-17.

## Erfolge
al-Hilal
- Saudischer Meister: 2016/17
- Saudischer Pokalsieger: 2016/17

Wolverhampton Wanderers
- EFL Championship: 2017/18